# Mačevni plesovi
Mačevni plesovi dijele se na bojne, lančane i tzv. "svadbene" mačevne plesove.

## Moreška - bojni mačevni ples
O moreški se u nas kroz prošlost pisalo mnogo više nego o drugim plesovima. U nas se izvodila u Trogiru, Zadru, Splitu, Visu, Hvaru, Dubrovniku, a jedino je u Korčuli još možemo vidjeti uživo. Kao povjesničari i muzikolozi, i Ivan Ivančan je s koreološkog gledišta (pozivajući se na saznanja Kurta Sachsa, Biance Marie Galanti, Richarda Wolframa, Violet Alford i Mauricea Luisa), morešku svrstao u posebnu skupinu mačevnih plesova. Postoje različite vijesti i teorije o njezinim počecima i putevima kojima je došla do gradova s hrvatske strane Jadrana. Ukratko - vjerojatna je mogućnost da je ovamo stigla pod mletačkim utjecajem, kao i mogućnost koju posebno ističe Ivančan, da je zahvaljujući dobrim odnosima Dubrovnika sa španjolskim i ugarskim dvorom, moreška preko Dubrovnika stigla i do Korčule.
U kontekstu europskih dramskih igara moreške, dobro i zlo sukobljava se utjelovljujući u dvije vojske, crnoj - zloj i bijeloj - dobroj. Lokalni ili regionalni identiteti simbolično se ogledaju u ulogama koje preuzimaju jedna odnosno druga vojska.
Moreška se kroz svoj razvoj na Korčuli i mijenjala ovisno o promjenama društvenog i političkog konteksta. U vijesti s Korčule, prema jednom starijem dramskom tekstu i poruci moreške, radilo se o sukobu kršćana i Maura. Na temelju zapisa Vinka Foretića, koji je najviše pisao o moreški, prihvatljiva je pretpostavka da je to moglo biti krajem 17. stoljeća.
Međutim, novija varijanta korčulanske moreške koja se izvodi i danas, simbolizira sukob Turaka i Maura. Sukob nastaje oko Bule - zarobljene zaručnice Osmana – bijelog kralja. U nju se zaljubio i zarobio je crni kralj Moro, koji je nastoji pridobiti za sebe. Ona međutim, ostaje vjerna Osmanu koji napada Arape, pobjeđuje ih i oslobađa Bulu. Tursko-arapski sukobi mogli su biti inspiracija za izvođenje bitke u kojoj su, umjesto kršćana, u starijoj varijanti izvedbe, Turci proglašeni pobjednicima u moreški. Dubrovnik je naime, održavao odlične odnose s Portom u Carigradu uglavnom zbog važne karavanske trgovine preko Dubrovačke Republike. Kako su veze Dubrovnika s Korčulom bile snažne, nije neobično da su Korčulani i u 18. st. izvodili morešku u Dubrovniku, a o višestruko dobrim međusobnim odnosima svjedoči i vijest o izvedbi moreške u Carigradu početkom 19. stoljeća.
Moreška se nije uvijek "tukla" svake godine. Otkad se može pratiti zapise i sjećanja kazivača do I. svjetskog rata, pa i nešto kasnije, događalo se da po četiri ili pet godina moreška nije izvedena. Pred II. svj. rat se izvodila jednom godišnje. Igrala se na dan sv. Todora, patrona grada (29. srpnja). Zbog prirode svoje izvedbe, te u povijesti redovito utvrđenih muških najčešće cehovskih, obrtničkih grupacija-organizatora, postojao je uvijek odbor koji je odlučivao o tome hoće li se moreška izvesti ili ne. Uz takve obrtne udruge na Korčuli je poznato HGD Sveta Cecilija koje je i danas okuplja jednu od skupina moreškanata.
Između dvaju svjetskih ratova organizacija je bila koncentrirana u sklopu športskog društva "Sokol" (čiji ogranci su u nas bili osnivani prema češkim uzorima). Zabilježeno je da je baš pod utjecajem sokolskih trenera moreška doživjela stilske promjene. Prije toga se navodno izvodila mnogo žešće, temperamentnije, borbenije. Sokolaši su je "uredili", umirili. To su mnogi stariji kazivači okarakterizirali kao nešto loše. S druge strane se u to vrijeme više pažnje posvetilo obnovi uniformi. Temperament i borbenost izvedbe ponovo dolaze do izražaja poslije II. svjetskog rata. Kontekstualne promjene ideološkog, pa uz to i praktičnog karaktera (zbog neradnog dana) nastale su poslije II. svjetskog rata, u socijalističkoj državi. Izvedba je pomaknuta za dva dana ranije, na tada ustanovljeni republički praznik ustanka (27. srpnja). Nositelj izvedbe postaje Kulturno-umjetničko društvo "Moreška".
Poslije gotovo pola stoljeća, s ukidanjem socijalističkog režima, članovi obnovljenog HGD Sveta Cecilija pozivaju se na postojeću dugogodišnju tradiciju koja je u socijalizmu bila nasilno prekinuta, pa usporedo s postojećim KUD-om, organiziraju i svoju morešku. Tako danas u Korčuli postoje dvije moreške, što na suvremeni način oslikava društvene i političke odnose razdoblja u kojem živimo.

## Lančani plesovi
Usporedo s rasprostranjenjem moreške u srednjoj i zapadnoj Europi širi se moda lančanih plesova s mačevima - Kettenschwerttanz - chain sword dances, kao i lančanih plesova s drugim rekvizitima koji su prema povjesničarima plesa zapravo supstituti za mačeve. Tako se uz povijesne vijesti o izvedbama moreški u dalmatinskim gradovima (Zadru, Trogiru, Splitu, Hvaru i Dubrovniku), često spominju i cerchiate - lančani plesovi s obručima (lukovima). Njih su također prema vijestima (koje se odnose na Split 1807., 1818., 1822.) izvodila obrtnička društva. Na sjevernom dijelu Jadrana - u Istri 17. stoljeća, taj tip plesova zvali su della verdura.
Za razliku od plesova s obručima, koji se danas u nas više ne izvode, a spominju ih povijesni izvori, lančani plesovi koji se izvode su mačevni plesovi korčulanskih kumpanija, mačevni pokladarski ples na otoku Lastovu.
Kao za morešku i za kumpanije utvrđeno da se u prošlosti nisu izvodile redovito. S druge strana u čarskoj župnoj kronici postoje zapisi da je 1903. godine u pokladama kumpanija/moštra izvedena četiri nedjelje zaredom, a kapitani su se mijenjali. Kumpanije se dakle ponajviše izvode o pokladama, no isto tako i za velike župne blagdane ili nekome u počast (npr. posjetu biskupa). Kao u slučaju moreške i kumpanije su se u vrijeme socijalizma odigravale na državne blagdane. Za izvedbu kumpanije trebalo je tražiti dozvolu glavara sela, zatim u dotičnoj općini, a onda i u poglavarstvu u Korčuli. Zanimljiv podatak koji otkriva strogo poštovanje društvene hijerarhije jest da su pripadnici pojedinih kumpanija (još 70ih godina 19. st.) tražili dozvolu pupnatskog kralja, koji je onda išao u Korčulu. Poštivalo se pravo pupnatskog kralja koje je bilo najstarije.
Ivančan ističe da je vojničko obilježje u kumpaniji vidljivo iz same formacije, iz aziva sudionika te legende po kojoj je ples reminiscencija na borbe korčulanskih četa, kumpanija protiv gusara. U kumpanijama glavnu ulogu u plesu ima kapitan koji se bira. Smotra koju kapitan obavlja plešući na kamenoj ploči ima svojstva vojničke smotre. Poredani u jednom redu "vojnici" pokazuju pred kapitanom da su spremni na početak boja. Kapural predaje raport kapitanu identičan onom u regularnoj vojsci. Kapitan pregleda vojnike, a zatim počinje ples. Specifična je i pojava zastavnika koji pokazuje svoju vještinu i bori se za prednost s drugim zastavnikom. Uloga kapurala je prema Ivančanu svojevrstan pandan ludi u drugim europskim lančanim plesovima. On mora biti lagan i vragolast, a ne ponosan kao ostali vitezovi. On po predaji predstavlja tuđu vlast na otoku. Kapitan se bori s kapuralom (posljednjim plesačem) i odsijeca mu glavu.
U zaključnim razmatranjima svoje knjige o kumpanijama Ivančan ističe da su to plesovi kod kojih se preklapaju elementi različitog postanka. Stare obredne elemente otkriva u sličnostima s ophodima kraljica, lazarica, kalušara, kukera, pokladara, rusalija. Kumpanije su naime, svoj ophodni karakter sačuvale u koledavanju - obilasku sela uz pjevanje koleda. Elemente srednjoeuropskih lančanih plesova Ivančan očitava u jedinstvu oblika - u figurama: otvoren lanac, puž, hey, most u zatvorenom kolu, vrata i ruža; te plesanju sa zastavom. Uz to u kumpanijama uočava i utjecaje s kopnenoga zaleđa (dinarskih planina, te Bosne i Hercegovine) kao posljedicu migracija stanovništva koje bježi pred turskim osvajanjima. U pojedinim dijelovima kumpanije zrcale se i utjecaji moreške. Lastovci kao i Korčulani vrlo intenzivno proživljavaju pokladno razdoblje. Na pokladni utorak obilaze mjesto u nekoliko odijeljenih skupina. Predvode pokladari koji tijekom ophoda pred kućama, na terasama načelnika mjesta i župnika, te na kraju ophoda, po osudi i spaljivanju lutka Poklada, na glavnom trgu izvode pokladarsko kolo, također lančani mačevni ples. Njihovi su mačevi drveni, za razliku od korčulanskih, metalnih, ali tijekom kola izvode figure koje su vrlo slične figurama korčulanskih kumpanija. Osim svečano odjevene skupine pokladara, u lastovskom pokladu sudjeluju lijepe i grube maškare. Lijepe su najčešće maskirane žene koje prate dvojica stražara, a skupina grubih maškara nije uvijek obvezatna, pa kada i postoji, znatno je manja od skupine lijepih maškara i pokladara. Lijepe, ženske maškare također obilaze mjesto, ali tako da se ne susretnu s pokladarima. I one izvode kolo, svoje kolo, no kako one nisu opremljene mačevima, to kolo izvode držeći se međusobno za maramice. Maramice su dakle, zamjena za mačeve, pa je onda i izvedba kola nešto drukčija od muškog, pokladarskog. S maramicama je tehnički teško izvesti sve figure koje se može izvesti s mačevima, pa je kolo lijepih maškara nešto jednostavnije od pokladarskoga, ali nije nimalo manje važno u lastovskom pokladu. Naime, upravo žene sa svojim kolom posljednje dolaze na glavni trg i prekidaju pokladare u izvedbi njihovoga kola. Svečanost kulminira izvedbom zajedničkoga, miješanoga, lančanog kola pokladara i lijepih maškara.

## "Svadbeni" mačevni plesovi
U Putnikoviću na poluotoku Pelješcu o pokladama se izvodi mačevni ples u obliku kontradance. Radi se također o muškoj maskiranoj skupini. Polovica ih glumi ženske, a druga polovica muške uloge. Pokladna svadbena povorka u pratnji mišnjičara - svirača mijeha i zastavnika, obilazi zaseoke Putnikovića i u svakome pleše svoj ples bal u maškare (svatovku). To je jedinstveni primjer takvoga plesanja u Hrvatskoj. Mačeve nose samo oni koji igraju muške uloge, te ih tijekom plesanja drže uzdignute i oslonjene na vlastita ramena. Ne radi se, dakle, o lančanome plesu, nego o plesu koji se cijelo vrijeme izvodi u obliku kontradance – u dva nasuprotna reda. S jedne strane plešu "muške" maske s mačevima o ramenima, a nasuprot njima plešu "ženske" maske, zakrabuljeni muškarci u suknjama. Svi oni preko lica nose bijele krpe, dominantna boja odjeće je bijela, pa se stoga i zovu bijeli maškari. U svakom zaseoku dočekuju ih domaćini, časte se, te nakon izvedenog bala u maškare svi zaplešu po koju polku uz svirku lijerice.
Kao pandan muškim bijelim maškarama u Putnikoviću, u Slavoniji je postojao običaj ophoda kraljica, kraljičara, ljelja. Ti su se ophodi već uvelike izobičajili, no zbog zanimljivog mačevnog plesa koji izvode isključivo žene, često su predmet efektnih scenskih prikaza. Gorjanske ljelje su obnovljene 2002. godine i do danas svake godine na blagdan Duhova idu u ophod selom uz prigodne pjesme i mačevni ples. 
Kraljice su u tradicijskoj kulturi Hrvata povezane s pomičnim blagdanom Duhova, koji se u južnoj Dalmaciji zove Rusalje. Do sredine 20. stoljeća, osim u Slavoniji, postojale su i u svim hrvatskim, bunjevačkim naseljima u Bačkoj (Vojvodini), kao i u naseljima podunavske skupine Hrvata u Mađarskoj, zvane Šokci, gdje su iščezle i ranije. Djevojke su dijelom odjevene kao kraljevi, a dijelom kao kraljice. Između svih njih redovno se ističe jedna, zvana kralj ili kraljica (često je zovu i mlada, a ima i veo na glavi). Postoje i uloge zastavnika, djeveruša i djevera, te sabirača darova. Dakle, i ovdje je kao u bijelim maškarama Putnikovića istaknuta svadbena tematika. Kraljice je u ophodu redovito pratio gajdaš, odnosno u novije vrijeme tamburaši. Ophodeći selo kraljice pjevaju posebne kraljičke pjesme, za razliku od bijelih maškara Putnikovića koje uopće ne pjevaju, nego pače moraju za vrijeme ophoda šutjeti. Pred pojedinim kućama kraljice izvode i svoju igru. Figure se izvode zveckanjem i križanjem mačeva, provlačenjem ispod uzdignutih mačeva i slično. No, kao u bijelih maškara, ni u slučaju kraljica, ne radi se o lančanom mačevnom plesu. Kraljice također djelomice plešu u dva nasuprotna reda, a dijelom u kolu kao specifičnom koreografskom obliku za ta ravničarska područja. 
Kraljice su poznate i u Srba, a hrvatski etnolog Milovan Gavazzi, povezao ih je i s rumunjskim i sjevernobugarskim kalušarima, rusalima, rusalcima, odnosno rusalijama u Bugarskoj i Makedoniji, te na istoku Srbije. Povezuje ih i s duhovskim običajima nekih sjevernih Slavena - češkim kralovničkyma ili kralovima, te slovačkim običajima na Duhove. 
Gotovo zaboravljeno biranje kraljeva u mletačkoj Dalmaciji približava se kraljicama na sjeveroistoku Hrvatke, pa s tog aspekta postoje dodirne točke i s korčulanskim kumpanijama.
Međutim, ovdje se pojavljuje pitanje razlike u spolu izvođača, čega su bili svjesni i stariji istraživači. Zahvaljujući recentnim studijama roda/spola (gender-studies), Lada Čale Feldman primijetila je da se u usporedbi kraljica s kumpanijama, rusalijama i kalušarima vodilo računa samo o morfološkim obilježjima, a nije se smatralo da je za značenje relevantna činjenica da te običajne pojave izvode muškarci, te da spomenuti plesovi i ophodi ne pokazuju simbolične spone s vjenčanjem. Nasuprot tim tumačenjima, Čale Feldman predlaže tumačenje kraljica u svjetlu mita o androginu, božanski savršenom spiritualnom spoju muškog i ženskog elementa što se ostvaruje brakom. Argument za takvo tumačenje pronalazi i u postojanosti mita o androginu u književnosti i u ritualima širom svijeta.
U okvir mita o androginu mogu se, međutim, uklopiti i neka druga tumačenja muških običaja kalušara, tijekom kojih se pojavljuju mladići prerušeni u žene, lica prekrivenih velom, koji govore u falsetu. Prihvatljiva je također teza koju prema Sachsu prenosi Lozica, da su neki pretkršćanski obredi plodnosti u kršćanstvu reducirani na plesove s mačevima, zadobivši muško "viteško" značenje i povijesna tumačenja, uz mogućnost gubitka svadbenog sadržaja obreda.

## Mačevni plesovi na webu
Projekt Hrvatska nematerijalna kulturna baština, društveni identiteti i vrijednosti izdvaja nematerijalnu kulturnu baštinu kao novi konceptualni okvir za etnološko-folklorističko promišljanje hrvatske tradicije i pluralnosti identiteta. Cilj je projekta povećati istraživačke, znanstvene, dokumentarističke i savjetodavne kompetencije mladih znanstvenika. Pomogli bi lokalnim zajednicama koje baštinu žele učiniti prepoznatljivom i razmjenjivom (posebice putem kulturnog turizma), te bi kreirali osnovu za novi europski projekt umrežavanja ustanova s građom o baštini. Izravna praktična vrijednost projekta jest pohranjivanje spoznaja, dokumenata i ekspertiza u specijalizirane baze podataka o baštini i upoznavanje širokog kruga korisnika (kreatora kulturnih politika, kulturnih amatera, turističkih djelatnika, muzealaca i arhivista, pravnika, studenata i nositelja baštine) s mogućnošću revitalizacije, očuvanja, brendiranja, te zaštite od nekritične komercijalizacije i eventualne zloporabe.
U sklopu tog velikog projekta financiranog od Hrvatske zaklade za znanost, nastao je i ovaj manji projekt o mačevnim plesovima u Hrvatskoj. Značajan su dio hrvatske baštine tradicijska plesna zbivanja, a unutar njih posebnu cjelinu čine mačevni plesovi. Različitost vrsta mačevnih plesova koji su se plesali i još se uvijek plešu, nameću potrebu za njihovim sustavnim očuvanjem i suvremenom prezentacijom. Dijele se u tri skupine, tzv. bojni, svadbeni i lančani plesovi s mačevima. O njihovoj važnosti u Hrvatskoj govori i činjenica da su sve vrste mačevnih plesova zastupljene u Registru kulturnih dobara RH. Plesovi s mačevima redovito se izvode tijekom godine u lokalnim zajednicama. Nositelji su kulturno-umjetnička društva, udruge ili viteška udruženja.

## Vanjske poveznice
- Mačevni plesovi  Arhivirana inačica izvorne stranice od 14. listopada 2013. (Wayback Machine)
- Institut za etnologiju i folkloristiku